# Labalinininae
Labalinininae es una subfamilia de foraminíferos bentónicos de la familia Hauerinidae, de la superfamilia Milioloidea, del suborden Miliolina y del orden Miliolida. Su rango cronoestratigráfico abarca desde el Aaleniense superior (Jurásico Medio) hasta la Aquitaniense (Mioceno inferior).

## Discusión
Clasificaciones más recientes han incluido Labalinininae en la Familia Quinqueloculinidae.

## Clasificación
Labalinininae incluye a los siguientes géneros:
- Labalina †, también considerado en la Subfamilia Hauerininae
- Moesiloculina †, también considerado en la Subfamilia Hauerininae
- Pseudosigmoilina †, también considerado en la Subfamilia Miliolinellinae
- Triloculinopsis †, también considerado en la Subfamilia Hauerininae